# 22482 Michbertier
22482 Michbertier è un asteroide della fascia principale. Scoperto nel 1997, presenta un'orbita caratterizzata da un semiasse maggiore pari a 2,8894021 UA e da un'eccentricità di 0,2044247, inclinata di 1,50506° rispetto all'eclittica.